# 立花壱岐
立花 壱岐（たちばな いき）は、幕末の柳河藩最後の家老。諱は親雄。家老・十時三弥助の3男。立花親理の養子。
明治44年（1911年）、従四位を追贈された。